# Sania Mirza
Sania Mirza, född 15 november 1986 i Bombay, Indien, är en indisk högerhänt tidigare professionell tennisspelare.

## Tenniskarriären
Sania Mirza blev professionell WTA-spelare 2003. Hon har till november 2007 vunnit 1 singeltitel på touren och 12 singeltitlar i ITF-arrangerade turneringar. I dubbel har hon vunnit 7 WTA- och 4 ITF-titlar. Som bäst rankades Mirza som nummer 27 (augusti 2007) i singel och som nummer 1 i dubbel (april 2015). Hon har spelat in US$957 923 i prispengar. 
Perioden 2002–2004 vann Mirza sina 12 ITF-titlar i singel och 4 i dubbel. Säsongen 2004 vann hon sin första WTA-tourtitel, dubbeln i Hyderabad med sydafrikanska spelaren Liezel Huber.  
Säsongen 2005 fick Mirza sitt genombrott på touren. Hon vann sin första singeltitel i Hyderabad genom finalseger över ukrainskan Alona Bondarenko. Under året debuterade hon i alla fyra Grand Slam-turneringar och nådde tredje omgången i Australiska öppna. Hon förlorade där mot Serena Williams. På hösten nådde hon fjärde omgången i US Open som hon dock förlorade mot Maria Sjarapova. Under säsongen besegrade hon spelare som Nadia Petrova och Svetlana Kuznetsova i olika turneringar. Hon rankades från augusti som nummer 48, vilket var det bästa någon indisk kvinnlig tennisspelare dittills gjort. 
Säsongen 2006 blev mindre framgångsrik, men hon vann ändå ytterligare två tourtitlar, i dubbel i Bangalore och i Kolkata, båda med Liezel Huber. I singel noterade hon en turneringsseger över Martina Hingis. Hon var för övrigt skadad i ryggen och i ena vristen under delar av säsongen. 
Säsongen 2007 började olyckligt med en knäskada som krävde operation och två månaders bortovaro från spel. Först under andra halvan av säsongen var Mirza tillbaka i god form. Under spelåret vann hon ytterligare fyra WTA-dubbeltitlar med olika partners. I augusti nådde hon sin hittills högsta ranking under karriären i både singel (nummer 27) och dubbel 
(nummer 18). 
Sania Mirza deltog i det indiska Fed Cup-laget 2003–2004 och 2006. Hon har totalt spelat 16 matcher i laget och vunnit 10 av dem.

## Spelaren och personen
Sania Mirza tränas av sin far, Imran Mirza. Hon började spela tennis som 6-åring. 
Hon beundrar Mahatma Gandhi. Som förebild bland tennisspelare har hon Steffi Graf.
Sania Mirza, som är född i en muslimsk familj, har väckt misshag i vissa muslimska kretsar i Indien på grund av sättet hon klär sig vid tennismatcher. Bland annat har hon uppmanats att följa seden att bära lång tunika och huvudduk under matcher i likhet med vad kvinnliga idrottare från Iran gjorde under de senaste asiatiska badmintonmästerskapen .

## WTA- och ITF-titlar
- Singel
  - 2005 - Hyderabad
  - 2004 - ITF/Boca Raton 2, FL-USA, ITF/Campobasso-ITA, ITF/Wrexham-GBR, ITF/London-GBR, ITF/Lagos 1-NGR, ITF/Lagos 2-NGR
  - 2003 - ITF/Benin City 1-NGR, ITF/Benin City 2-NGR, ITF/Jakarta 2-INA
  - 2002 - ITF/Manila 2-PHI, ITF/Hyderabad-IND, ITF/Manila 1-PHI.
- Dubbel
  - 2007 - Fes (med Vania King), Cincinnati (med Bethanie Mattek), Stanford (med Shahar Pe'er), New Haven (med Mara Santangelo)
  - 2006 - Bangalore, Kolkata (båda med Liezel Huber)
  - 2004 - Hyderabad (med Liezel Huber) ITF/London-GBR (med Rushmi Chakravarthi), ITF/Lagos 1-NGR (med Shelley Stephens)
  - 2003 - ITF/Benin City 2-NGR (med Rebecca Dandeniya)
  - 2002 - ITF/Manila 2-PHI (med Radhika Tulpule).